# Wild Side Story

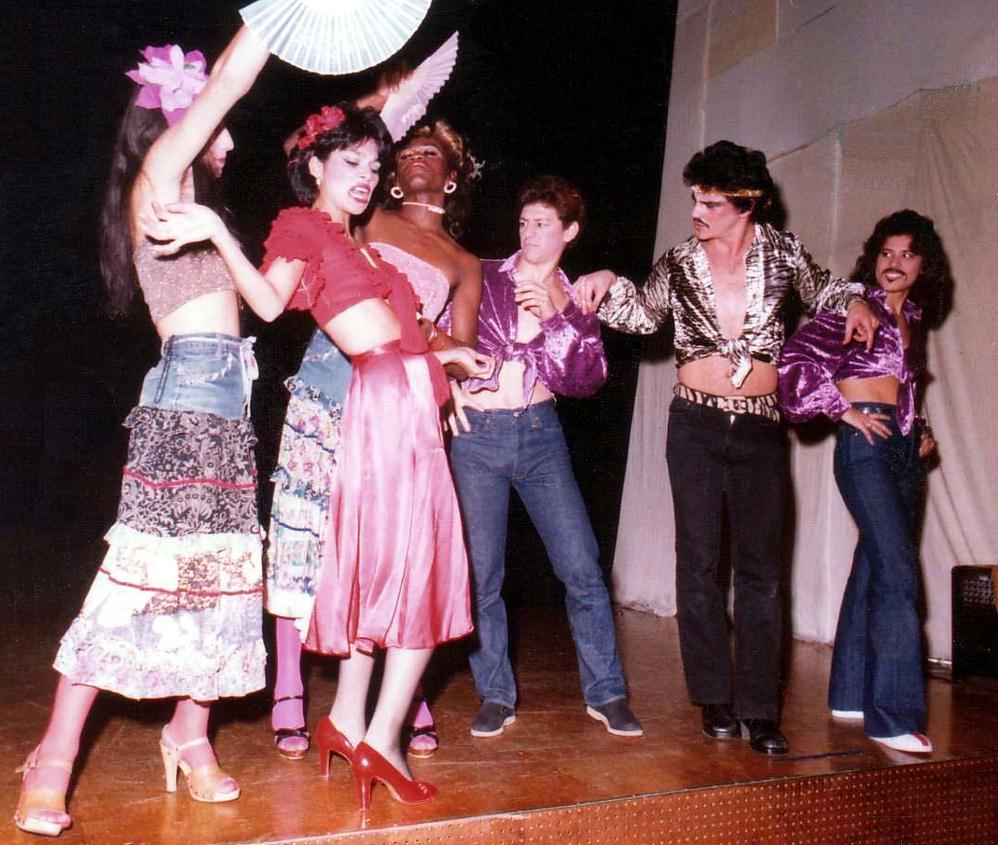
Los Angeles 1977

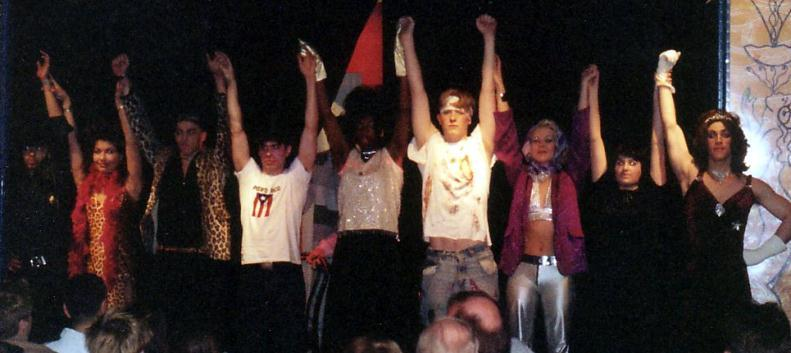
Camarillo 1997

Wild Side Story – satyryczny spektakl teatralny Larsa Jacoba, który po raz pierwszy został wystawiony w 1973 roku w Miami Beach z udziałem młodych kubańskich uchodźców. Od tego czasu wykonano ją ponad 500 razy (1973-2004) na Florydzie, w Szwecji, Kalifornii i Hiszpanii.
Dzięki programowi pracę na starcie zdobyły setki młodych ludzi różnych narodowości, w tym Mohombi, Christer Lindarw, Ulla Andersson Jones (żona Quincy’ego Jonesa) i Helena Mattsson.
W Sztokholmie utwór wystawiono w 1976 r. w klubie Alexandra’s, a następnie latem 1997 r. w klubie nocnym Camarillo włoskiego artysty Lino Ajello.
Ostatni raz spektakl Wild Side Story wystawiono na starówce w Sztokholmie Gamla stan w 2013 roku, dokładnie w dniu, w którym przypadała 40. rocznica jego premiery na Florydzie.